# Merlegen
Merlegen (merle-gen) är en genetisk avvikelse hos hundar, oftast kopplad till särskilda hundraser. Varianten ger en fläckvis blekning av den egentliga pälsfärgen, såsom skimmel eller dropplad. Fläckarna förekommer oregelbundet i både storlek och form och kan finnas över hela kroppen.

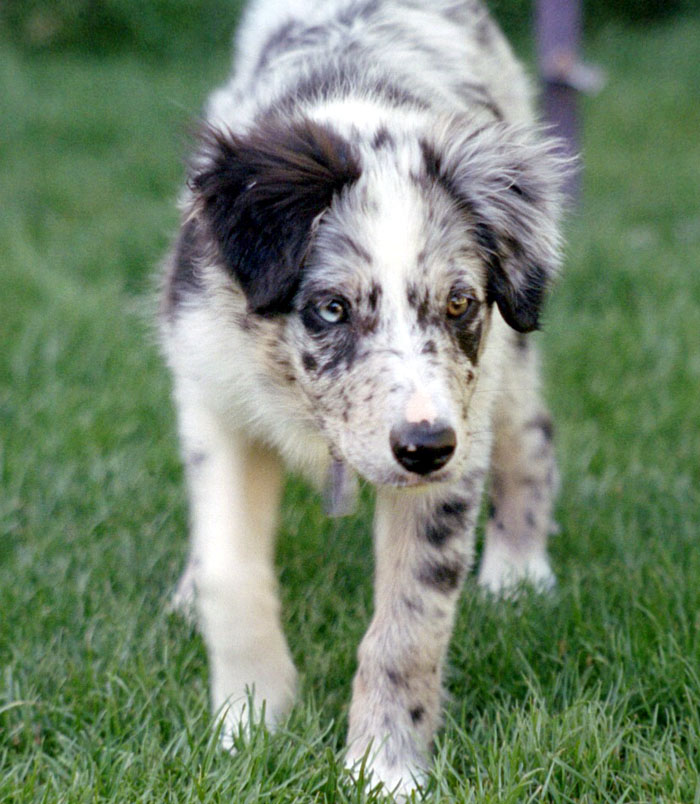
En Border Collie-valp som är blue merle, med tvåfärgade ögon.

Merle innebär en variation (mutation) i genen för färgpigmentet eumelanin, som ger pälsfärgerna svart, blå, lever eller isabell. Merle påverkar därför främst hundar som har svart, svart-vit eller brun grundfärg. Varianterna beroende på grundfärg brukar benämnas blue merle, red merle eller harlekin. Vissa merlefärgade hundar kan vara rent grå. Oftast har merle-hundar vit eller blå regnbågshinna, i vissa fall blir ögonen tvåfärgade.

## Genetisk bakgrund
Merle innebär en insertion (introducerande av extra arvsmassa) i en pigmenteringsgen. Längden på insertionen varierar, och därmed även effekten av mutationen. I fallen atypisk merle eller kryptisk merle är insättningen så pass liten att den ger liten respektive ingen synbar påverkan på utseendet. En extra stor insertion ger pälsfägen kallad harlekin merle.
Den allel som orsakar merle är ofullständigt dominant, vilket innebär att hundar med anlaget i enkel uppsättning (heterozygota) blir merletecknade, men med dubbelt anlag (homozygot) blir effekten starkare. Eftersom merle endast påverkar det svarta pigmentet kan däremot hundar som och har gul- eller rödfärgad päls förbli till synes opåverkade om de är heterozygota för merle, och endast påverkas som homozygoter. Detsamma gäller atypisk och kryptisk merle.

## Hälsoproblem

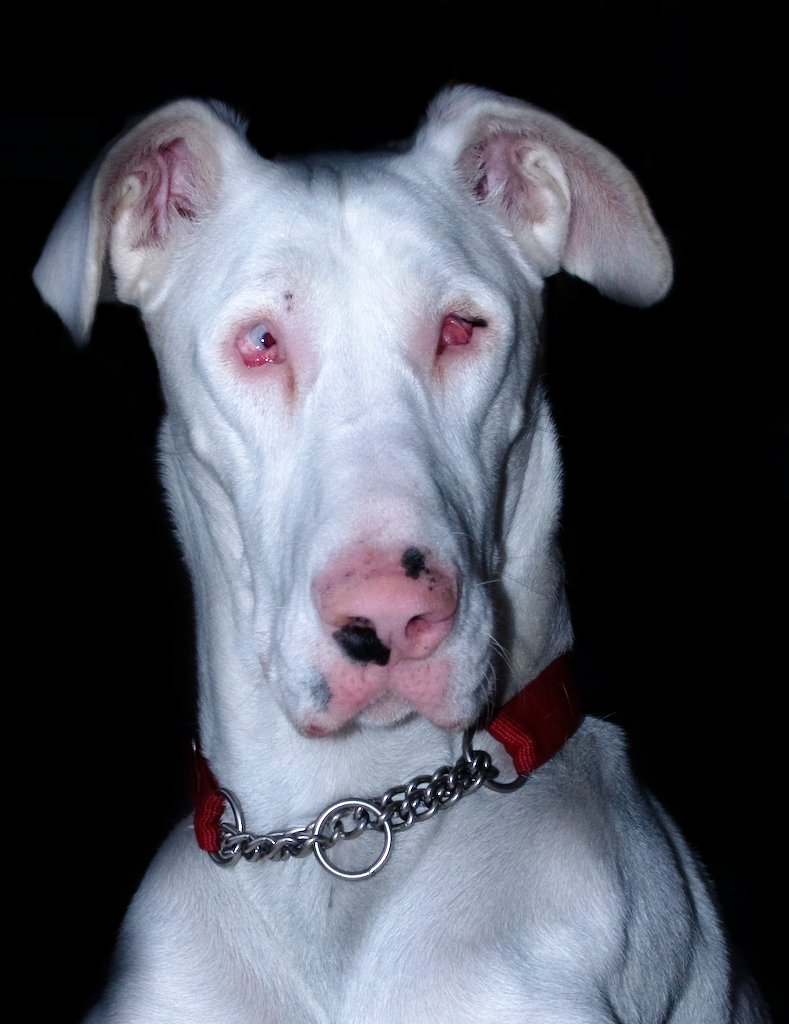
En grand danois med dubbel uppsättning av merleanlag.

Hundar som är homozygota för merle, och därmed har ärvt merle från båda sina föräldrar, riskerar att drabbas av allvarliga defekter. Dessa valpar är oftast helt vita och kan födas döva och/eller blinda eller blir det innan vuxen ålder.
På grund av riskerna bör därför två hundar med merle-anlag inte paras med varandra.
Allelen för kryptisk merle ger dock inga hälsoproblem, och en hund som är kryptisk merle kan paras som om den vore icke-merle. Att identifiera en kryptisk merle kräver dock mer avancerad DNA-testning, eftersom klassiska merle-tester endast påvisar om merle-genen finns, inte dess storlek.

## Lagstadgning

### Sverige
Det strider mot svenska djurskyddslagen och jordbruksverkets föreskrifter att medvetet avla fram avkomma som bär eller kan bära sjukdomsanlag. Enligt Svenska Kennelklubbens (SKK) policy från 2011 är det inte tillåtet att para två hundar som är kända anlagsbärare för färgen merle med varandra. Sedan 2019 krävs DNA-testning för att fastställa att en gul eller röd hund inte bär anlag för merle innan den kan registreras för avel. Enligt SKK räknas samtliga merle-varianter som merle, även kryptisk merle.
Enligt SKKs registreringsbestämmelser får valpar homozygota för merle inte registreras i stamboken.

### Finland
Finska Kennelklubben registrerar inte valpar från två hundar med merle-teckning, men det finns också olika ras-specifika krav.

### Storbritannien
Sedan 2013 godkänner den brittiska Kennel Club ingen avkomma efter parning av två merle-hundar, oavsett ras eller färg. De registrerar också enbart hundar med merle-teckning i specifika raser där den är allmänt känd (till exempel godkänns inte Catahoula Leopard, Chihuahua eller Mudi).

## Raser med merle
Följande hundraser finns med merle-varianter. I vissa fall kallas de dock något annat än merle.
- Australian Shepherd (finns i varianten tweed)
- Catahoula Leopard Dog
- Dunkerstövare
- Border Collie
- Mudi
- Corgi
- Shetland Sheepdog
- Tax (där kallad dapple eller ibland tigertax)
- Beauceron (där kallad harlekin)
- Bergamasco
- Berger des pyrénées (Pyrenean Shepherd)
- Grand Danois (en variant kallas harlequin)